# Nupserha flavipes
Nupserha flavipes là một loài bọ cánh cứng trong họ Cerambycidae.